# Sevilla Fútbol Club 1990-1991
Questa voce raccoglie le informazioni riguardanti il Sevilla Fútbol Club nelle competizioni ufficiali della stagione 1990-1991.

## Rosa
| N. |                    | Ruolo | Calciatore                |
| -- | ------------------ | ----- | ------------------------- |
|    | Spagna (bandiera)  | P     | Juan Carlos Unzué         |
|    | Spagna (bandiera)  | P     | Ramón Rodríguez Verdejo   |
|    | Spagna (bandiera)  | P     | Jaime Ferrer              |
|    | Spagna (bandiera)  | P     | Juan Carlos Fernández     |
|    | Spagna (bandiera)  | D     | José Antonio Salguero     |
|    | Spagna (bandiera)  | D     | Manolo Jiménez            |
|    | Spagna (bandiera)  | D     | Diego Rodríguez Fernández |
|    | Spagna (bandiera)  | D     | Juan Martagón             |
|    | Spagna (bandiera)  | D     | Luis de la Fuente         |
|    | Spagna (bandiera)  | D     | Pascual Donat             |
|    | Spagna (bandiera)  | D     | José Miguel Prieto        |
|    | Uruguay (bandiera) | C     | Pablo Javier Bengoechea   |

| N. |                    | Ruolo | Calciatore            |
| -- | ------------------ | ----- | --------------------- |
|    | Spagna (bandiera)  | C     | Rafael Paz            |
|    | Spagna (bandiera)  | C     | Manuel Herrero        |
|    | Spagna (bandiera)  | C     | Ignacio Conte         |
|    | Spagna (bandiera)  | C     | Manuel Zúñiga         |
|    | Spagna (bandiera)  | C     | Juan Antonio Andrades |
|    | Spagna (bandiera)  | C     | Miguel Fuentes        |
|    | Austria (bandiera) | A     | Anton Polster         |
|    | Spagna (bandiera)  | A     | Ramón Vázquez         |
|    | Cile (bandiera)    | A     | Ivan Zamorano         |
|    | Spagna (bandiera)  | A     | José Carvajal         |
|    | Spagna (bandiera)  | A     | Domingo Serrano       |
|    | Spagna (bandiera)  | A     | Antoñito              |
|    | Spagna (bandiera)  | C     | Jesús Choya           |
|    | Spagna (bandiera)  | C     | Rafita                |